# Berta de Rouergue
Berta (fallecida entre 1063 y 1065) fue la condesa de Rouergue y Gévaudan desde 1054 hasta su muerte. Era la hija y heredera de Hugo de Rouergue y Fides.
En o antes de 1051, se casó con Roberto II de Auvernia, pero no tuvo descendencia con él. A su muerte, sus condados, incluidos Narbona, Agde, Béziers, y Uzès, fueron heredadas por su primo lejano Guillermo IV de Tolosa.